# Barril (unidad)

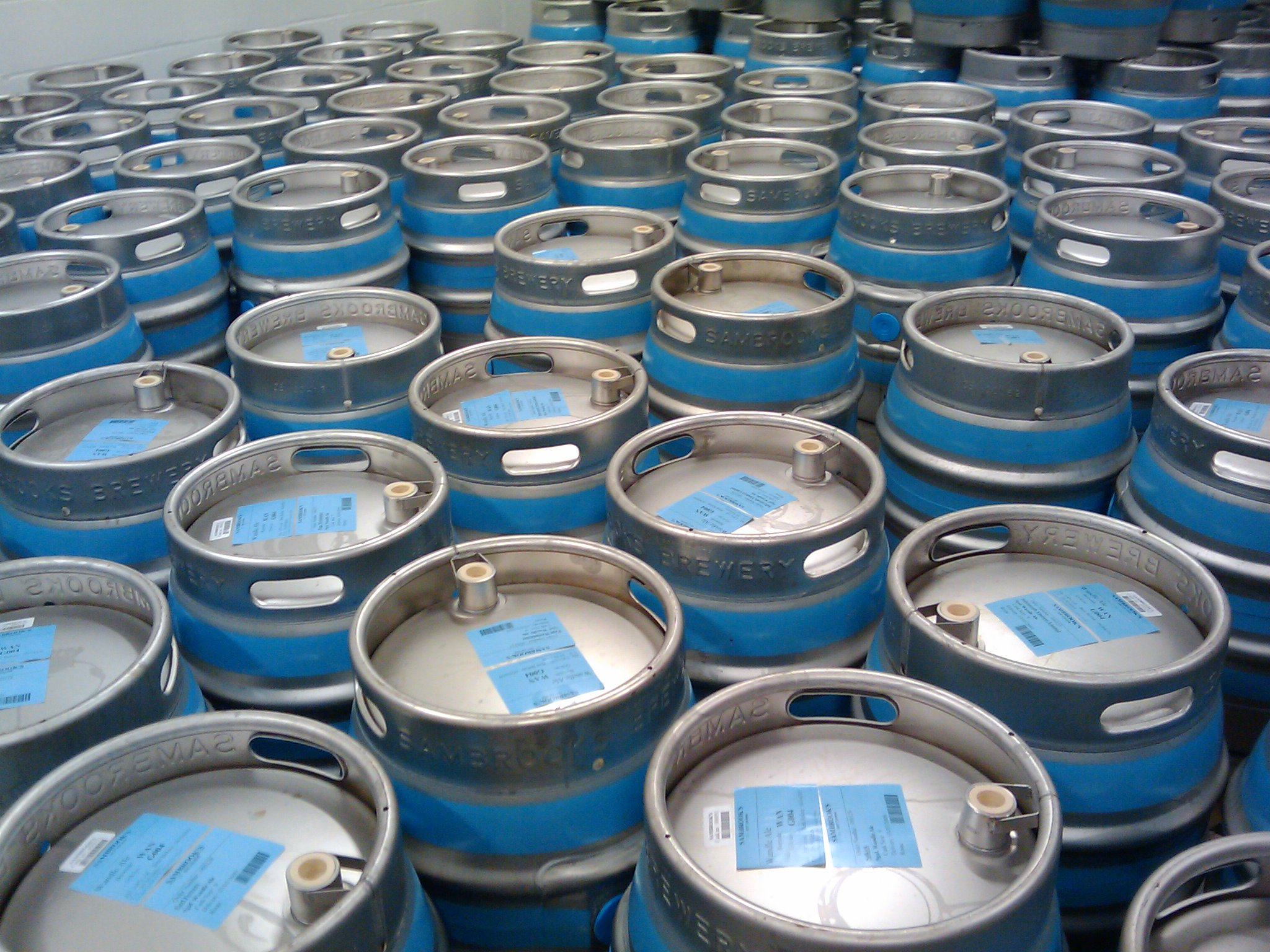
Barriles de cerveza en una cervecería en el Reino Unido. Se trata de barriles firkins, cada uno con 9 impgal, o un cuarto de barril de cerveza del Reino Unido

El barril es el nombre de varias unidades de volumen usadas en el Reino Unido y en los Estados Unidos. 
Un barril británico o imperial es igual a:
- 35 galones británicos o imperiales
- 140 cuartos británicos o imperiales
- 280 pintas británicas o imperiales
- 1120 gills británicos o imperiales
- 5600 onzas líquidas británicas o imperiales

- 159,11315 litros

Un barril estadounidense es igual a:
- 42 galones estadounidenses
- 168 cuartos estadounidenses
- 336 pintas estadounidenses
- 1344 gills estadounidenses
- 5376 onzas líquidas estadounidenses

- 158,987294928 litros

## Barriles de petróleo
- Barril de crudo/petróleo estadounidense: 158,987294928 litros
- Barril de crudo/petróleo británico o imperial: 159,11315 litros

Dependiendo de la densidad del petróleo, la masa de un barril de petróleo está entre 119 kg y 151 kg.

## Historia
Se toma generalmente como referencia al hablar de barril de crudo o petróleo a la unidad de 42 galones (aproximadamente 159 litros). Esta curiosa medida considerada como estándar, perdura en el tiempo como recuerdo de la época colonial inglesa. Pues si en los tiempos en los que vivimos, gran parte de las unidades de medida se han sometido a la universalización del Sistema Internacional de Unidades, en el mercado del petróleo han mantenido la medida de los precursores de su comercialización y explotación, que fueron los estadounidenses. Y como todo tiene un sentido lógico de mercado y de valorización por comparativa y utilidad, la capacidad del barril de 42 galones tiene una larga historia.
En 1866, el estado de Pensilvania, de Estados Unidos, lideraba la producción mundial de petróleo. En agosto de ese año, los principales productores de petróleo en ese estado adoptaron como unificación de medida para la comercialización o venta del petróleo, un barril con una capacidad de 42 galones. La razón de esa elección obedecía a la relativa facilidad de manejo de un barril por parte de una pareja de hombres (pues un barril de petróleo pesa unos 136 kilogramos), a la vez que su tamaño permitía colocar 20 barriles de petróleo  sobre un vagón de carga de los trenes de la época, lo que abarataba el coste del transporte del producto extraído.
Pero más que eso, la elección de un barril de petróleo con una capacidad de 42 galones (en vez de otra medida) se basó en la sencilla razón de que el barril de 42 galones ya era un patrón de medida utilizado profusamente en las diversas transacciones comerciales del día a día. Era el envase tradicional y de uso común con el que se almacenaba y comercializaba la mayoría de los productos de consumo, como el arenque, el salmón, el vino, la melaza, la mantequilla, el jabón, y hasta el aceite de ballena. Todos ellos se transportaban y comercializaban en barriles o toneles de 42 galones de capacidad. Y este atípico valor de 42 galones como referencia de medida de volumen en el comercio estadounidense de finales del siglo XIX, era una herencia de la época colonial. Tal medida de capacidad había sido impuesta bajo el reinado de Ricardo III de Inglaterra (1483-1485) y traído a tierras americanas por los primeros colonos. Adicional a esto, el estatuto de Pensilvania de 1700 había establecido el barril de 42 galones como el contenedor estándar para el transporte de todo tipo de productos y comestibles, por lo que su uso adquiría contexto legal en el comercio.
La existencia de dicho empaque fue circunstancialmente aprovechada cuando se dio inicio a la explotación petrolera, y los productores se encontraron frente a la necesidad de almacenar y transportar el petróleo que salía de la tierra, siendo entonces los estadounidenses pioneros tanto en la explotación como en la comercialización del petróleo. Por lo tanto, el barril de 42 galones de capacidad (159 litros) permanece hasta nuestros días como la medida referencial de comercialización del petróleo. No importa que el mismo sea transportado por kilométricos oleoductos o grandes buques cisterna, la unidad de medida para la compra-venta mundial del petróleo es el barril de 42 galones de capacidad.